# Édouard Cukierman

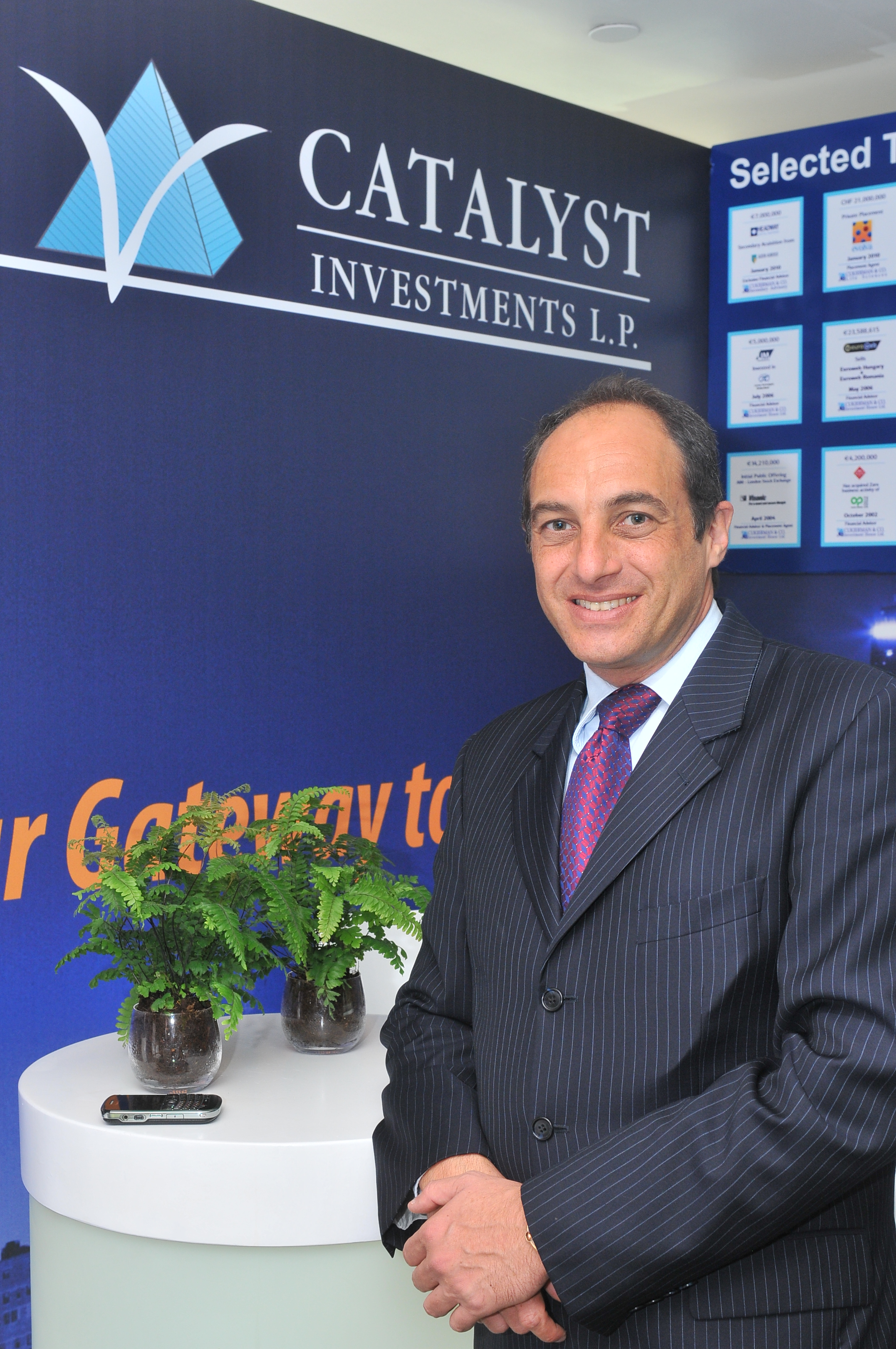
Édouard Cukiermann

Édouard Cukierman (hebräisch אדוארד צוקרמן, geb. 13. März 1965 in Paris) ist ein französisch-israelischer Geschäftsmann und der Gastgeber der internationalen Business-Konferenzen Go4Israel, Go4Europe und Go4China. Eingeladene Personen sind Politiker und Unternehmer, darunter Staatspräsidenten und Minister. Er ist ein Vertreter des „Ökonomischen Zionismus“ („Economic Zionism“). Cukiermans Risikokapitalfonds Astra Technological Investissements ist die „erste israelische Gesellschaft in Europa“. Cukierman & Co. Investment House ist das „führende israelische Investmenthaus“ und hat im Jahr 2012 über 3 Milliarden Euro bzw. im Jahr 2015 über 5,5 Milliarden Euro in Investment Banking-Transaktionen umgesetzt.
Mit seinen Projekten Go4Israel, Go4Europe und Go4China werden bilaterale Investitionen in Milliardenhöhe getätigt.

## Familie
Édouard Cukierman wurde als Sohn des Franzosen Roger Cukierman und der Israelin Schoschana Goldhart geboren. Édouard Cukierman besuchte die Pariser Maimonides-Schule und verbrachte jeden Sommer in Israel bei seiner Großmutter mütterlicherseits. 1983 wanderte er schließlich im Rahmen der Alija nach Israel aus, wo er die israelische Staatsbürgerschaft erwarb. Am Technion in Haifa, das er mit einem Bachelor of Science abschloss, lernte er seine spätere Ehefrau kennen. Anschließend leistete er seinen Wehrdienst beim Zahal ab. An der Insead erhielt er einen MBA.
Édouard Cukierman ist Vater von drei Söhnen. Sein Sohn Daniel ist professioneller Tennisspieler.

## Wirken
Cukierman ist Geschäftsführer des Investmenthauses Cukierman & Co. und zusammen mit Ja’ir Schamir Geschäftsführer von dessen Private-Equity-Fonds Catalyst.
Seit seiner Gründung im Jahr 1993 hat Cukierman & Co. Investment House mehr als 3 Milliarden Euro in Investment Banking-Transaktionen umgesetzt.
Édouard Cukierman gehört auch der Risikokapitalfonds Astra Technological Investissements: „Erste israelische Gesellschaft in Europa“.
Er ist Präsident der Comite Européen pour la High Tech Israel Association und Vizepräsident der Fondation France-Israël.

## Go4Europe/Go4Israel
Das Investmenthouse Cukierman & Co. und dessen Private-Equity-Fonds Catalyst organisieren die internationale Business-Konferenz Go4Israel (früher bekannt als „Go4Europe“). Sie wollen erreichen, dass Israel schließlich ein strategischer Partner Europas im Energiesektor wird. Édouard Cukierman ist Gastgeber dieser internationalen Business-Konferenz Go4Israel. Eingeladene Personen sind Politiker und Unternehmer, darunter Staatspräsidenten und Minister: Benjamin Netanjahu, Ariel Scharon, David de Rothschild, Maurice Levy, Nathalie Kosciusko-Morizet, Nicolas Sarkozy und zahlreiche Knessetabgeordnete. Den „wachsenden Erfolg“ der Konferenz begleiten und fördern Partner wie TEVA, NYSE Euronext, LSE, Crédit Agricole, HSBC, Credit Suisse, Nokia, PWC, Deloitte, France Telecom, Deutsche Telekom, Alcatel, Schneider Electric, Veolia, Sanofi-Aventis, Novartis, Nathan Mayer Rothschild & Sons und Publicis.
Cukiermans Projekt Go4Europe gilt als einer der Top-Investitionsereignissen Israels. Zu den Sponsoren gehören NYSE Euronext, Medtronic, KPMG, Rusnano, Novartis, France Telecom und mehr.
Cukierman ist dabei „als eine Art Heiratsvermittler“ tätig, um ausländische Investoren mit israelischen Technologieunternehmen zusammenzubringen. Cukiermans Unternehmen ist dabei auch als eine Anwaltskanzlei tätig, um Verträge zwischen den Parteien auszuhandeln. 2012 waren daran über 1.200 Personen beteiligt, darunter 400 aus Europa.

## Go4China
Seine Gesellschaft hat erreicht, dass Israels Wirtschaft Verbindungen zu Europa aufgebaut, jetzt werden auch Verbindungen der israelischen Wirtschaft zu den BRICS-Staaten geschaffen. „Cukiermans Unternehmen realisiert bilaterale Fonds mit den drei Schwellenländern (China, Brasilien und Russland), um israelischen Firmen ihr Investitionen in diesen aufstrebenden Märkten zu finanzieren.“
Go4China beruht auf Cukiermans Projekt Go4Europe, das seit 1997 europäische Investoren nach Israel lockt. „Edouard Cukierman war im November 2012 bei der ersten Go4China-Veranstaltung als Gastgeber für 20 chinesische Milliardäre tätig, damit die Chinesen Investitionen in Israel tätigen“.

## Veröffentlichungen
- Mit Daniel Rouach: Israël Valley: le bouclier technologique de l'innovation. Pearson, Montreuil 2013, ISBN 978-2-7440-6496-8.